# Saints Row IV
Saints Row IV — компьютерная игра в жанре приключенческого боевика с элементами открытого мира, разработанная компанией Volition. Релиз состоялся 23 августа 2013 года на PC, PlayStation 3 и Xbox 360. 30 января 2015 года состоялся релиз игры на PlayStation 4 и Xbox One со всеми вышедшими к игре DLC. Выход версии для Nintendo Switch состоялся 27 марта 2020 года.
Как и в предыдущих частях серии, игрок управляет лидером «Святых с 3-й улицы» который становится президентом США. Действие игры происходит в вымышленном городе Стилпорт из Saints Row: The Third, преобразованном под ретрофутуристическую антиутопию с элементами чёрного юмора.

## Сюжет
Через некоторое время после событий Saints Row: The Third, Святые отправляются в Пакистан, чтобы убить Сайруса Темпла, который объединился с террористами. Там они встречают нового персонажа этой серии - Ашу Одекар. Там же им помогает Мэтт Миллер, который был антагонистом третьей части игры. Спустя какое-то время Босс Святых убивает Сайруса Темпла, но последний успел активировать бомбу, которая должна взорваться в Вашингтоне. Успешно обезвредив бомбу, Босс прыгает и оказывается в Белом Доме.
Через 5 лет, после событий в Пакистане, Босс со всей бандой, в которую вошли персонажи из различных частей серии становятся руководителями США. Действия происходят в Белом Доме. Перед тем, как попасть в зал переговоров с журналистами, к Боссу будут подходить 3 персонажа: Кит Дэвид, политик и Джош Бирк, также он увидит Олега. После того, как он приблизился к залу, его останавливает Шаунди и говорит, что могут напасть пришельцы. Спустя короткое время взрывается потолок зала, и появляются пришельцы. Глава пришельцев, Зиньяк, говорит что человечество должно радоваться тому, что теперь они будут жить в империи Зин. Зиньяк похищает Кинзи и Шаунди. Продвигаясь по Белому Дому, Босс видит, как его друзей похищают. Через какое-то время, Зиньяк похищает и самого Босса.
После похищения, Босс просыпается в прошлом. Прошлым является Стилпорт в 50-тые годы. Через какое-то время, он идёт к машине, рядом с которой стоит полицейский, Они едут в кафе, чтобы пообщаться с лучшими людьми Стилпорта. До приезда в кафе, Босс понимает, что тут происходит что-то странное. Приехав в кафе, он начинает знакомиться с людьми. Поняв, что он ненастоящий человек, а часть симуляции, он проматерился на всё кафе. Полицейский сказал, что так в Стилпорте не выражаются. Уехав на машине, Босс услышал Кинзи. Она сказала, что он находится в симуляции и что ему нужно выбраться. Приехав в парк, он начал устраивать хаос для того, чтобы выбраться отсюда. Но побег провалился, дальше появляется Зиньяк и говорит, что если он попытается убежать, то он взорвёт планету.
Дальше Зиньяк бросает Босса в симуляцию Стилпорта. Кинзи говорит, что нужно ознакомиться с симуляцией, для того чтобы выбраться отсюда. Дальше идут вступительные задания. Босс постепенно будет получать суперсилы.
После выполнения всех вступительных заданий, Кинзи говорит, что можно бежать. После Босс входит в портал, который освобождает его. После освобождения, Босс попадает на корабль пришельцев, он продвигается до платформы, где его должны были забрать Кит Дэвид с Кинзи Кенсингтон. Успешно убежав, Босс начинает управлять кораблём. После того, как они выбрались, они летят на землю. Кинзи позвонила Олегу, чтобы предупредить его. В этот момент Зиньяк взрывает Землю. Святые возвращаются в Империю Зин, чтобы освободить своих друзей.
По ходу сюжета Святые встречают цифровую копию человека, который говорит, что он может помочь спасти его друзей. Они ему помогают и он получает форму для жизни, которую называют УКС и он становится частью Святых. Дальше Босс попадает в симуляции своих друзей для того, чтобы их спасти. Симуляции его друзей (в том числе и симуляция Босса) основана на самых страшных воспоминаниях в головах друзей. После спасения Мэтта Миллера, он находит тюрьму в виде самолёта. Босс начал перечислять тех, кто был там и пришёл к выводу, что Джонни Гэт жив.
Отправившись в эту тюрьму, они увидели, что это не кошмар Гэта, а кошмар Шаунди. После того, как он попал в прошлое, они увидел Шаунди из Saints Row 2. После того, как Шаунди была спасена, Святые начали спасать остальных Святых: Бенджамина Кинга, Ашу Одекар и Пирса Вашингтона. После спасения всех, Босс решился на вторую попытку спасти Джонни Гэта. Босс попадает в симуляцию, где он должен спасти жену Гэта, Аишу. Смерть Аиши было самым ужасным воспоминаем в голове Гэта. После того, как в мини-игре Гэт с Боссом спасли Аишу, он проснулся и вспомнил, что Аиша умерла. После того, как Босс освободил Гэта, он полетел в империю, чтобы спасти Гэта. Спасение проходит успешно. На корабле он рассказывает, как он попал туда. Он сказал, что Зиньяк его похитил на самолёте, в то время как Босс с Шаунди спрыгнули из самолёта, в комнате, где был Гэт, появился Зиньяк.
Дальше Святые решили убить Зиньяка. Зиньяк, узнав, где находится их убежище, отправил свою армию. Они успешно отбиваются от их атаки. Дальше Босс вместе с Гэтом и Кинзи отправляются на вертолёте прикрывать остальных Святых. Их подбивают и они падают на крышу, где находится лифт на арену Супер Этической Кульминации Профессора Генки. На арену пробиваются армия Зиньяка. После необходимых условий, которые выполнили Святые, выходит сам профессор Генки и Святые убивают его. Дальше Босс вместе с Кинзи и Гэтом садятся в машину из Кубка Генки VII и едут к Зиньяку, но Зиньяк сам пришёл к ним и похитил Кинзи. Святые думали, что МИ-6 их подставила, но подставил их Кит Дэвид, поверивший Зиньяку, что он может восстановить Землю.
Дальше Босс приходит на площадь, где проходила речь Кита Дэвида. После этого, босс начал отбиваться от толпы людей, который там были. Погнавшись за ним, он смог догнать его. Босс входит в его кабинет и там были два подчинённых Зиньяка. Они его практически убили Босса, но он подставил Зиньяка и сказал, где держат Кинзи. Дальше он попадает в незнакомую симуляцию, где он видит Кита Дэвида и Родди Пайпера, которые дерутся между собой. Через некоторое время, Родди с Боссом спасают Кита и они узнают, в какой симуляции находится Кинзи.
Босс идёт спасать Кинзи. Попав туда, он сразу узнаёт симуляцию. Это был Стилпорт 50-тых годов. По пути он встречает 2 лже-Кинзи. С помощью них, он узнаёт где находится настоящая Кинзи. Там он видит Сайруса Темпла. Он говорит, что он мёртв, но не в голове Кинзи. Там Босс знакомится с новым оружием — Дабстеп-пушка. После того, как Босс спас Кинзи, они начали собирать ключ для того чтобы изнутри разрушить симуляцию и проникнуть на корабль Зиньяка.
Собрав ключ, Святые решаются на отчаянную попытку пробраться на корабль Зиньяка. Босс с собой берёт своих друзей: Пирс и Шаунди, Бен и Джонни, Аша и Мэтт. Первый этап — Босс на машине охраняет ключ, за ключом, естественно, охотится армия Зиньяка. Ключ везут в башню Синдиката. Взломав вход в башню с помощью УКС, они установили ключ в разлом. По приказу УКС, Босс охраняет ключ, пока он не попадёт в ядро симуляции. Второй этап — попадание в симуляцию, которая начинает разрушаться. Босс со своими напарниками идёт открывать разлом, чтобы туда попали кошмары Святых, которые встали на сторону Святых. Третий этап — Босс со своими напарниками попадают на корабль Зиньяка. Они с боем прорываются к убежищу Зиньяка, но после открытия двери, соратники говорят, чтобы шёл дальше сам. В костюме со суперспособностями, он попадает в Тронный зал Зиньяка. Начинается большая битва. После победы над Зиньяком, Босс отрывает ему голову и садится на трон Зиньяка. После этого слуга Зиньяка, Зиньджай говорит, что можно путешествовать во времени. После тяжелейшей победы над Зиньяком, Святые празднуют победу и танцуют в баре. Таким образом, все Святые, а также Джонни Гэт, остались живы.

### Персонажи
Ряд персонажей из предыдущих игр серии, как члены «Святых», так и бывшие враги, вернулись в Saints Row IV, многие из которых становятся управляющими администрацией Президента-протагониста. Шаунди становится директором Секретного Отдела Белого Дома. Кинзи Кенсингтон, бывшая сотрудница ФБР и компьютерный гений из Saints Row: The Third, стала пресс-секретарём Белого дома. Бенджамин Кинг, бывший лидер банды Vice Kings из первой части, становится начальником штаба Президента, а Пирс Вашингтон был назначен директором по связям. Мэтт Миллер, покинувший «Декеров» и объявив о воздержании использования технологий, предположительно вернулся в Великобританию и вступил в ряды МИ-6. Джонни Гэт, который считался погибшим в начале третьей части, так же вернулся.

## Разработка
После выпуска Saints Row: The Third, Дэнни Билсон, исполнительный вице-президент THQ, в интервью с X-Play сообщил, что Volition уже разрабатывают продолжение: «Как и в случае с любой игрой, если у вас есть большой творческий центр, вы просто продолжаете использовать его. К примеру, я знаю какова Saints Row IV, и она безумнее, чем Saints Row: The Third. Это хороший пример того, как вы используете то, что имеете, спрашивая себя: „Как далеко всё может зайти?“».
3 марта 2012 года, студия Volition анонсировала дополнение к Saints Row: The Third, озаглавленное Enter the Dominatrix, действия которого разворачивались спустя год после окончания событий в триквеле. Позже было сообщено, что некоторые наработки Enter the Dominatrix войдут и в Saints Row IV, а само дополнение будет выпущено в виде загружаемого контента к четвёртой части.
После банкротства компании THQ, студия Volition была приобретена компанией Deep Silver к которой так же перешли права на издание Saints Row IV. Официальный анонс Saints Row IV состоялся в марте 2013 года.
Скотт Филлипс, директор по дизайну игры Saints Row IV, в интервью журналу Gamereactor сообщил, что четвёртая часть серии станет завершающей в истории главного персонажа и банды «Святых». Но по его словам это не означает конец серии — скорее всего Saints Row V будет, просто он не будет относиться к предыдущим частям.

## Коллекционное издание
За чуть больше чем неделю до релиза издатель представил игрокам возможность приобрести коллекционное издание под названием «Super Dangerous Wad Wad Edition», выпущенное в единственном экземпляре и продающееся за 1 миллион долларов.

## Саундтрек
Над саундтреком игры работал композитор Malcolm Kirby Jr.
| №   | Название                      | Длительность |
| --- | ----------------------------- | ------------ |
| 1.  | «Saints Row IV»               | 3:11         |
| 2.  | «The Destroyer»               | 0:58         |
| 3.  | «Northwest City»              | 2:58         |
| 4.  | «Zero Saints Thirty»          | 1:35         |
| 5.  | «Zin Ship Awakening»          | 0:29         |
| 6.  | «Emperor Zinyak»              | 1:49         |
| 7.  | «The Briefing»                | 0:31         |
| 8.  | «Northeast City»              | 2:58         |
| 9.  | «Hunting Mr. X»               | 1:35         |
| 10. | «My Saints in a Box»          | 1:32         |
| 11. | «The Case of Mr. X»           | 1:55         |
| 12. | «Northwest Drone II»          | 0:48         |
| 13. | «Northwest City II»           | 3:05         |
| 14. | «Not in Steelport Anymore»    | 0:23         |
| 15. | «Search for Kinzie»           | 1:44         |
| 16. | «Zin Battle»                  | 1:28         |
| 17. | «The Warden Arrival»          | 2:41         |
| 18. | «Saints of Rage - Stage 1»    | 1:14         |
| 19. | «Saints of Rage - Stage 2»    | 1:41         |
| 20. | «Saints of Rage - Stage 3»    | 2:11         |
| 21. | «Matt's Text Adventure»       | 1:41         |
| 22. | «Downtown City»               | 2:58         |
| 23. | «Matt's Simulation»           | 1:40         |
| 24. | «Miller-Space»                | 0:46         |
| 25. | «Southwest Drone»             | 2:20         |
| 26. | «Southwest City»              | 1:56         |
| 27. | «Shaundi's Nightmare»         | 1:00         |
| 28. | «Power Up C.I.D.»             | 2:04         |
| 29. | «Going Home Again»            | 2:26         |
| 30. | «King Me»                     | 3:05         |
| 31. | «The Saints Wing I»           | 2:22         |
| 32. | «The Saints Wing II»          | 1:24         |
| 33. | «Downtown City II»            | 2:34         |
| 34. | «Betrayal»                    | 0:42         |
| 35. | «The Power of Armor»          | 2:50         |
| 36. | «Matt's Escape»               | 1:15         |
| 37. | «Southwest Drone II»          | 1:19         |
| 38. | «Southwest City II»           | 2:27         |
| 39. | «Saints Victory»              | 1:25         |
| 40. | «The Saints Flow»             | 1:24         |
| 41. | «Northeast City II»           | 3:05         |
| 42. | «Let's Get This Sh*t Started» | 1:19         |
| 43. | «The Ultimate Badass»         | 1:16         |
| 44. | «Saints Row (The Remix)»      | 2:49         |

## Дополнительный скачиваемый контент

### Season Pass
- Enter the Dominatrix — это сюжетное дополнение для Saints Row IV, которое изначально планировалось как DLC для Saints Row: The Third. В дополнении пять миссий, которые могут быть пройдены в любое время после побега из симуляции. После завершения последней миссии вновь становится доступна первая, таким образом, дополнение можно перепроходить снова и снова[14]. Вышло 22 октября 2013 года.
- How the Saints Save Christmas (Как Святые Рождество спасали) — сюжетное дополнение. Игроков ждут три сюжетные миссии, в ходе которых они вместе со знакомыми героями будут спасать Санта-Клауса. Дополнение также содержит три новых вида оружия (Red Rider BB Gun, Christmas Dubstep Gun, North Pole) и два транспортных средства (Flying Reindeer, Santa’s Sleigh). Вышло 11 декабря 2013 года.
- The Rectifier — специфическое оружие.

### Другой контент
Одежда, автомобили, оружие
- Presidental Pack  (Президентский набор) — добавляет президентские костюмы представительского класса (современные и времен становления американской независимости), а также четыре маски президентов: Вашингтона, Линкольна, Буша-младшего и Обамы. Вышло 29 августа 2013 года.
- Grass Roots Pack (Набор народного движения) — добавляет ковбойские костюмы, самодельное оружие (например, двуствольное ружьё) и рабочий грузовик. Вышло 29 августа 2013 года.
- Dubstep Gun (Remix) Pack — добавляет новые мелодии для дабстеп-пушки. Всего доступно четыре темы: свинг, полька, классика и дэт-метал. Вышло 8 сентября 2013 года.
- Wild West Pack — добавляет костюмы и оружие в стиле вестерн, например, двуствольный револьвер и ружьё с барабанным магазином. Вышло 18 сентября 2013 года.
- GAT V — добавляет костюм и прическу ожившего соратника Джонни Гэта и наряд его подружки Аиши, а также два новых оружия: пулемёт Reynolds .50 Heavy Machine Gun и ножеметатель Knifethrower. Вышло 21 сентября 2013 года. На данный момент включено в состав игры и не продаётся.
- Commander-In-Chief Pack — добавляет новый вид оружия ‘Merica Gun и костюм Дяди Сэма, раскрашенные в цвета американского флага, а также военный истребитель, выполненный в виде орлана. Вышло 26 сентября 2013 года.
- Volition Comics Pack — добавляет костюмы супергероев «Железный Вор» и «Королева Амазония». Вышло 27 сентября 2013 года.
- Brady Games Pack — добавляет полное руководство по игре и кастомизацию для оружия (немецкий МП-40). Вышло 29 октября 2013 года.
- Super Saints Pack — добавляет несколько костюмов супергероев. Вышло 1 ноября 2013 года.
- Pirate’s Booty Pack — добавляет пиратские костюмы, оружие и аксессуары, например, крюк вместо руки, деревянный протез для ноги, повязку на глаза, кремниевые пистолеты и сухопутную пиратскую шхуну на колесах. Вышло 7 ноября 2013 года.
- Thank You Pack — добавляет несколько костюмов, в частности, футболку с надписью «I saved the damn universe… And all I got was this lousy t-shirt» («Я спас проклятую вселенную… И все, что я получил, — это паршивую футболку»). Вышло 12 ноября 2013 года.
- Zinyak Attack Pack — добавляет костюмы и маски штурмовика империи Зин, Стража и Зиньяка. Вышло 27 ноября 2013 года.
- Child´s Play Pack — добавляет два костюма и одно транспортное средство. Вышло 12 декабря 2013 года. Вырученные за дополнение деньги пожертвованы благотворительной организации «Child’s Play».
- Anime Pack — добавляет мужской и женский костюмы в стиле аниме, две прически и кастомизацию для оружия (меч и ружьё). Вышло 8 января 2014 года.
- Stone Age Pack — добавляет доисторические костюмы из шкур, транспортное средство Stoned Motor Corp и кастомизацию для оружия (дубина и кость). Вышло 15 января 2014 года.
- Reverse Cosplay Pack — добавляет два наряда, отобранные разработчиками с конкурса костюмов, проводимого среди игроков: женский наряд «Веснушчатой Суки» (Freckle Bitch’s), одноимённого общепита из Saints Row 2, и мужской костюм «Космического Сутенёра Генки» (Genki Space Pimp). Вышло 5 февраля 2014 года.
- Gamestop Warped Weapon Challenge — добавляет новое оружие (магнитную пушку), отобранное с конкурса среди игроков. Вышло 5 февраля 2014 года.
- College Daze Pack — добавляет костюмы и транспорт американского студенчества, например, женскую форму чирлидера, бейсболку с пивными банками, барный стул на колесах с мотором. Вышло 6 февраля 2014 года.
- Game On Pack — добавляет костюмы для игры в хоккей и гольф, кастомизацию для оружия (клюшки соответствующих видов спорта) и машину для выравнивания льда. Вышло 6 февраля 2014 года.

Суперспособности
- Element of Destruction Pack — добавляет кастомизацию суперспособностей, например, можно превращать врагов во взрывчатку с часовым механизмом, запускать их в воздух, делать из них кассетные бомбы. Вышло 27 ноября 2013 года.
- Bling Bling Pack — добавляет в игру новый набор суперспособностей, ориентированных на быстрый прирост наличности; например, можно создать дождь из денег, превращать врагов в золотые статуи с последующим их разбиванием и превращением в наличные, поднимать NPC телекинезом и выдавливать из них финансы. Вышло 6 февраля 2014 года.

Другое
- Executive Privilege Pack — добавляет читы в игру, такие как бессмертие, бесконечные патроны и т. п. Вышло 24 августа 2013 года.
- Hey Ash Whatcha Playin? — добавляет троих участников одноимённого шоу на YouTube («Эш, во что играешь?») на тему всевозможных компьютерных и приставочных игр: Эш, Энтони и Папаша Бёрч. Вышло 3 декабря 2013 года.

### Saints Row IV: National Treasure Edition
Представители издательства Deep Silver сообщили, что к релизу готовится новое издание боевика Saints Row IV. Оно поступит в продажу 8 июля 2014 года и носит громкий подзаголовок National Treasure Edition. В данную версию игры войдёт сам экшен и 29 DLC. Игрокам предоставят такие сюжетные дополнения, как How the Saints Saved Christmas и Enter the Dominatrix. Игроки также получат множество предметов одежды и специальное оружие вроде Merica Gun, Plunger Gun и Rectifier. Сборник предназначен для ПК, Xbox 360 и PS3. Издание можно будет купить как на диске, так и в цифровом виде.

### Saints Row: Gat Out of Hell
29 августа 2014 года на PAX Prime 2014 компания Deep Silver анонсировала самостоятельное дополнение с кооперативом Saints Row: Gat out of Hell для Windows, XOne, X360, PS3, PS4. Джонни Гэт с Кинзи Кенсингтон спускаются в ад, чтобы освободить босса, которого ожидает принудительное бракосочетание с дочерью самого Сатаны. Ну а по пути герои, конечно же, встречают яркую череду исторических персонажей и просто старых знакомых. По словам Volition, город Новый Аид составляет половину Стилпорта из Saints Row 3 и Saints Row IV. Игра также включает совместную игру на 2 человека (как и было всегда). Авторы вдохновились мультиками Disney.
Название Gat Out of Hell является пародией на название альбома рок-исполнителя Мита Лоуфа — Bat Out of Hell.
Игроки получат горстку нового оружия, включая Ручной Стулогеддон (кресло с установленным на него оружием), Энергетический заклинатель, Саранчевое ружьё и Лягушкомет. Дополнение вышло 20 января 2015 года в США.

### Saints Row IV: Re-Elected
Saints Row IV: Re-Elected — это перенос боевика Saints Row IV на консоли PlayStation 4 и Xbox One. Анонсирован в тот же день, что и Gat Out of Hell. Разработкой этой версии занимается не сама Volition, а студия High Voltage Software. Что касается нововведений, то разработчики заявили о поддержке голосовых команд, а также о некотором улучшении графической составляющей. Переиздание доступно в двух видах: обычном, в которое также включены все мелкие дополнения для Saints Row IV, и издание-комплект, в которое войдёт обычное издание вместе с только что анонсированным самостоятельным кооперативным дополнением Saints Row: Gat out of Hell. Переиздание вышло 27 января 2015 года

## Отзывы
| Сводный рейтинг       | Сводный рейтинг                                         |
| Агрегатор             | Оценка                                                  |
| --------------------- | ------------------------------------------------------- |
| GameRankings          | 88,76 % (PC) 80,10 % (PS3) 82,93 % (X360) 75,50 % (PS4) |
| Metacritic            | 87/100 (PC) 77/100 (PS3) 81/100 (X360)                  |
| Иноязычные издания    |                                                         |
| Издание               | Оценка                                                  |
| Eurogamer             | 8/10 (X360)                                             |
| Game Informer         | 8,5/10                                                  |
| IGN                   | 7,3/10                                                  |
| OPM                   | 6/10 (PS3)                                              |
| OXM                   | 9/10 (X360)                                             |
| PC Gamer (UK)         | 90/100 (PC)                                             |
| Русскоязычные издания |                                                         |
| Издание               | Оценка                                                  |
| Absolute Games        | 80 %                                                    |

### Восприятие
Saints Row IV в значительной степени получила положительные отзывы. Веб-сайты GameRankings и Metacritic дали PC-версии 88,76 % и 86/100, PS3-версии 80,10 % и 77/100, и Xbox 360-версии 82,93 % и 83/100, соответственно. Джим Стерлинг из Destructoid, комментируя это, сказал: «Saints Row IV, возможно, одна из лучших игр с открытым sandbox-миром, в которую вы когда-либо могли надеяться поиграть». В своём отзыве портал Absolute Games отметил, что Saints Row IV гарантировано доставит удовольствие.
Летом 2018 года, благодаря уязвимости в защите Steam Web API, стало известно, что точное количество пользователей сервиса Steam, которые играли в игру хотя бы один раз, составляет 5 275 914 человек.

### Полемика
25 июня 2013 года, несмотря на установленный рейтинг R18+ для видеоигр, Saints Row IV было отказано в классификации в Австралии. По мнению классификационного совета игра содержит «интерактивное, визуальное изображение подразумеваемого сексуального насилия, не оправданного контекстом». Совет также заявил, что игра включает «элементы употребления незаконных или запрещённых наркотических препаратов, связанных со стимулом или наградами». Демонстрация подобного запрещена в соответствии с руководящими принципами. Однако после двух отказов игра всё же прошла классификацию, при этом получив рейтинг MA15+ и лишившись одного из видов оружия и побочной миссии.